# Wilczy Parów
Wilczy Parów – wąska dolina w kompleksie leśnym Lasów Oliwskich, na obszarze Trójmiejskiego Parku Krajobrazowego w Sopocie.
Parów jest naturalnym przedłużeniem ulicy Żeromskiego na sopockim Osiedlu Mickiewicza. W bezpośrednim sąsiedztwie doliny znajduje się jedyny sopocki wyciąg narciarski na tzw. Łysą Górę. Prowadzi tędy turystyczny Szlak Wzgórz Szymbarskich. Dominującym drzewostanem parowu są daglezje. Na skraju lasu znajduje się duży głaz narzutowy (o obwodzie dochodzącym do 4,5 m) nazywany diabelskim kamieniem.